# Lipětín
Lipětín (deutsch Lindau) ist eine Wüstung in Tschechien auf der Gemarkung Dolní Litvínov.

## Geographie
Lipětín liegt zweieinhalb Kilometer südlich der Stadt Litvínov. Die Ortslage erstreckte sich entlang des Baches Bílý potok (Weißbach, früher Goldfluß) im Nordböhmischen Becken.
Nachbarorte waren Louka u Litvínova im Norden, Lom im Nordosten, Libkovice und Mariánské Radčice im Osten, Konobrže im Südosten, Růžodol im Süden, Záluží im Südwesten, Horní Jiřetín im Westen sowie Janov, Hamr, Chudeřín und Dolní Litvínov im Nordwesten.

## Geschichte
Die erste schriftliche Erwähnung von Lipětín erfolgte 1227 im Testament des Kojata IV. von Hrabischitz, der das Dorf dem Kloster der Kreuzherren mit dem doppelten roten Kreuz auf dem Zderaz schenkte. Im Jahre 1301 bestätigte König Wenzel II. die Schenkung. Vermutlich blieb das Dorf über die Hussitenkriege hinaus im Klosterbesitz und gehörte zu den im Umland der Stadt Brüx gelegenen Gütern die der Brüxer Rat 1456 vom Zderazer Probst kaufte. In der ersten Hälfte des 16. Jahrhunderts gehörte Lipětín den Rittern Schön von Schönau (Šén ze Šénu), die wahrscheinlich auch eine Feste errichten ließen. Als Rudolf II. im Jahre 1585 die Brüxer Burg Ladislav Popel von Lobkowicz überließ, gehörte Lipětín zu den Gütern der Burg. Im Zusammenhang mit dem Affront von Ladislavs Bruder Georg konfiszierte Rudolf II. 1594 die Herrschaft Brüx. Im Jahr darauf wurde Ladislav Popel von Lobkowicz in Abwesenheit zum Verlust von Hals, Ehre und Besitz verurteilt; die Brüxer Burg verkaufte Rudolf II. an die Stadt Brüx, die Lipětín drei Jahre später an den Besitzer der Herrschaft Oberleutensdorf, Johann Wenzel von Lobkowicz, veräußerte. Zum Ende des 16. Jahrhunderts lebten im Dorf etwa 17 Familien, der Goldfluß trieb zwei Mühlen an. Im Jahre 1642 erbten die Grafen von Waldstein die Herrschaft. 1680 erhob Johann Friedrich von Waldstein die Herrschaften Dux und Oberleutensdorf zum Familienfideikommiss. Im Laufe seiner Geschichte wurde das Dorf im Deutschen als Linda, Linden und Lindau sowie im Tschechischen als Lipetim, Lypetyn und Lipietin bezeichnet. Zum Ende des 18. Jahrhunderts gab es in Lindau 18 Bauern, zwei Müller, einen Schmied, einen Maurer und einen Schneider.
Im Jahre 1831 bestand Lindau aus 39 Häusern mit 188 deutschsprachigen Einwohnern, darunter 20 Gewerbetreibenden. Im Ort gab es zwei Mahlmühlen und eine Brettmühle. Pfarrort war Tschausch. Bis zur Mitte des 19. Jahrhunderts blieb Lindau der Fideikommissherrschaft Dux mit Ober-Leitensdorf untertänig.
Nach der Aufhebung der Patrimonialherrschaften bildete Lindau ab 1850 einen Ortsteil der Gemeinde Nieder-Leutensdorf im Leitmeritzer Kreis und Gerichtsbezirk Brüx. Zu dieser Zeit war der Ort noch stark landwirtschaftlich geprägt. Ab 1868 gehörte das Dorf zum Bezirk Brüx. 1876 wurde der Verkehr auf der Bahnstrecke Brüx-Ossegg aufgenommen. Infolge der Industrialisierung und des zunehmenden Braunkohlenbergbaus setzte in der zweiten Hälfte des 19. Jahrhunderts in der Region ein starker Anstieg der Bevölkerung ein; ein Großteil der zugezogenen Arbeiter waren Tschechen. Am 5. August 1901 nahm die Brüxer Strassenbahn- und Elektrizitäts-Gesellschaft AG den Verkehr auf der Elektrischen Überlandstraßenbahn Brüx – Johnsdorf auf. Ab 1905 gehörte das Dorf zum neugebildeten Gerichtsbezirk Oberleutensdorf. In Folge des Münchner Abkommens wurde das Dorf 1938 dem Deutschen Reich zugeschlagen und gehörte bis 1945 zum Landkreis Brüx. Zusammen mit Niederleutensdorf wurde Lindau 1941 nach Oberleutensdorf eingemeindet.
Nach dem Ende des Zweiten Weltkrieges kam Lipětín zur Tschechoslowakei zurück und die deutschböhmische Bevölkerung wurde vertrieben. Die Eingemeindung von Dolní Litvínov nach Horní Litvínov wurde Mitte 1945 wieder aufgehoben, sodass Lipětín wieder zur Gemeinde Lipětín Dolní Litvínov gehörte. Bereits zwei Jahre später erfolgte der Zusammenschluss von Dolní Litvínov und Horní Litvínov zur Stadt Litvínov.
Zwischen 1957 und 1959 wurde Lipětín zusammen mit Dolní Litvínov und Růžodol für den Aufschluss eines Braunkohlengroßtagebaus abgesiedelt und danach devastiert.
Nach der Auskohlung blieben an der Stelle des Dorfes Kippen und Restlöcher zurück, die gegenwärtig kultiviert werden.

## Entwicklung der Einwohnerzahl
| Jahr | Einwohnerzahl |
| ---- | ------------- |
| 1869 | 242           |
| 1880 | 241           |
| 1890 | 503           |
| 1900 | 1189          |

| Jahr | Einwohnerzahl |
| ---- | ------------- |
| 1910 | 1253          |
| 1921 | 1266          |
| 1930 | 1207          |

## Kapelle
Die Messkapelle Mariä Heimsuchung entstand wahrscheinlich nach 1869. Gesichert ist ihre Existenz ab dem Jahre 1907. Sie wurde um 1960 zusammen mit dem Dorf abgerissen.